# Pastiroma clypeata
Pastiroma clypeata är en insektsart som först beskrevs av Géza Horváth 1897.  Pastiroma clypeata ingår i släktet Pastiroma och familjen sporrstritar. Inga underarter finns listade i Catalogue of Life.